# Paratriphleps pallida
Paratriphleps pallida är en insektsart som först beskrevs av Reuter 1884.  Paratriphleps pallida ingår i släktet Paratriphleps och familjen näbbskinnbaggar. Inga underarter finns listade i Catalogue of Life.